# ماينارد جيجير
ماينارد جيجير (بالإنجليزية: Maynard Geiger)‏ هو قسيس أمريكي، ولد في 1901 في لانكستر في الولايات المتحدة، وتوفي في 13 مايو 1977 في سانتا باربارا في الولايات المتحدة.